# 阿尔兰松
阿尔兰松，是西班牙卡斯蒂利亚-莱昂布尔戈斯省的一个市镇。总面积78平方公里，总人口375人（2001年），人口密度5人/平方公里。